# Carl Wilhelm von Ludolf

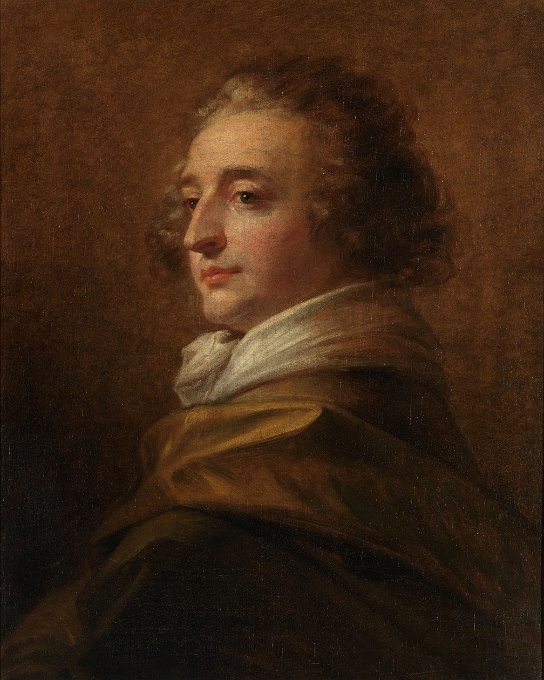
Carl Wilhelm von Ludolf,
Gemälde von Heinrich Füger,
Öl auf Leinwand, 66 × 53 cm, Herzog Anton Ulrich-Museum

Graf Carl Wilhelm von Ludolf (* 1754; † 1803) war österreichischer Diplomat und Orientalist.

## Leben
Carl von Ludolf stammte aus der Erfurter Ratsfamilie Ludolf, die 1752 in den Reichsadelstand und 1778 in den Reichsgrafenstand erhoben wurde. Sein Vater Wilhelm von Ludolf (1717–1789) war sizilianischer Diplomat an der Hohen Pforte. Wie viele andere Mitglieder der Familie, stand Ludolf im diplomatischen Dienst: 1789 bis 1795 als habsburgischer Gesandter in Schweden, von 1795 bis 1801 in Dänemark.
In der Literaturzeitschrift „Neuer Teutscher Merkur“ veröffentlichte er im Februar 1800 eigene unvollendete Übersetzungsproben aus dem Schachnameh. Carl von Ludolf war Mitglied des Illuminatenordens. 
1789 heiratete er Friederike Luise geb. von Closen-Heidenburg (1764–1820), die Witwe des 1787 verstorbenen Johann Christian von Hofenfels.

## Veröffentlichungen
- 1790: Pythagoras oder Betrachtungen über die geheime Welt- und Regierungs-Kunst, 472 Seiten, mit Adam Weishaupt